# アゴゴ

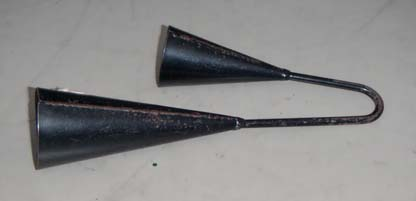
アゴゴベル

アゴゴ（もしくはアゴゴー、アゴゴベル、ブラジルポルトガル語：Agogô）は、体鳴楽器に分類される金属製の打楽器。いわゆる、2連の鉄琴。

## 概要
アゴゴは、大小2つの三角錐を細い棒を曲げてつないでいる楽器である。小さい方が高音、大きい方が低音となっている。写真のアゴゴは一般的に日本の楽器店で売られている非ブラジル製のものである。曲がっている細い棒の部分はある程度柔らかく、利き手でない方の手で大小の三角錐を当てて（ぶつけて）アクセントをとって演奏することができる。
利き手で小太鼓のバチあるいはドラムスティック、またすりこぎなどを持って大小を交互に叩く。また類似の楽器に、サルサなどで使われるカウベルがあるが、このカウベルを叩くカンパーナ（ビーター）などで叩く場合もある。アゴゴはカウベルにくらべて甲高く澄んだ音が特徴である。ラテン系の音楽、中でもサンバで多く使用されるが、ポップス系の楽曲を中心に吹奏楽の演奏でも使用されることがある。アゴゴが使われる有名な吹奏楽曲としては、『宝島』などが有名。
サンバにおけるアゴゴは、高低2連だけでなく3連や4連といったものもあり、これによって様々なアレンジが演奏される。リオのカーニバルに出場するエスコーラ・ジ・サンバの一つ、インペリオ・セハーノの打楽器隊列には、この4連アゴゴのパートが必ず構成されていることが知られる。

## 著名なメーカー
パーカッションにおいて重要な役割を持つ楽器であり、様々なメーカーで製作されている。
- パール楽器製造
- バロックミュージック
- ソナー
- ヤマハ